# 秘密潜入捜査官 ワイルドキャッツ in ストリップ ロワイアル
『秘密潜入捜査官 ワイルドキャッツ in ストリップ ロワイアル』（ひみつせんにゅうそうさかん ワイルドキャッツ イン ストリップ ロワイアル、Secret Undercover Agent: Wildcats in Strip Royale）は、2008年6月公開の映画。主演はかでなれおんと森下悠里。

## 解説
「キューティーハニー」「ルパン三世」「チャーリーズエンジェル」などのセクシー系アクションコメディ映画の系譜に位置する作品である。グラビアアイドルが数多く出演しており、中でも映画初主演となるかでなれおんと、森下悠里が豹柄スーツを着込んで演じる潜入捜査官姿がスポーツ紙(2008年4月1日、サンケイスポーツ）に記事として掲載され、話題となった。共演に映画「スウィングガールズ」や、「轟轟戦隊ボウケンジャー」のボウケンイエロー役・中村知世、「仮面ライダー THE NEXT」の高野八誠、「ライオン丸G」の大田恭臣、「宇宙刑事シャリバン」の渡洋史など、特撮系のキャストが多数出演している。製作・配給共に特撮系コンテンツを得意とする東映ビデオが手がけている。DVDは2008年9月21日に発売された。

## ストーリー
”ワイルドキャッツ”は警察による都市部で秘密裏に活動を行う秘密潜入捜査官の組織である。ある日、清純派アイドルのかおりがコンサート中に突然自らフルヌードになる事件が発生。事件が起こるまでの記憶が本人にないことから、司令官Mは横尾率いるチームに調査を指令した。

## スタッフ
- 監督：小林啓一
- 原案：松橋真三
- 脚本：森田剛行
- 企画：石井徹、樫野孝人
- エグゼクティブプロデューサー：石井徹
- プロデューサー：松橋真三、川崎岳
- アクションコーディネーター：渡洋史
- 音楽：池頼広
- 製作プロダクション：STUDIO SWAN
- 製作・配給：東映ビデオ
- 発売元：東映ビデオ
- 販売元：東映

## キャスト
- HONEY：かでなれおん
- BUNNY：森下悠里
- かおり：中村知世
- 長谷部肇：高野八誠
- 横尾英樹：渡洋史
- サキ：大友みなみ
- ベニタカ：中島史恵
- 孔雀：秋山優
- ストリッパー：早坂ひとみ
- 蔦谷翔：大田恭臣